# うぐいすだにミュージックホール
「うぐいすだにミュージックホール」は、笑福亭鶴光が1975年5月25日に発売した楽曲である。2000年にリミックス・バージョンとして発売された「うぐいすだにミュージックホール2000」についても本項で述べる。

## 解説
作詞・作曲・編曲は山本正之であり、山本自身もセルフカバーしている。シングルレコードの発売元はワーナー・パイオニア（現：ワーナーミュージック・ジャパン）。B面は「ももえちゃん」（同じく作詞・作曲・編曲：山本正之）である。
東京都台東区鶯谷の「うぐいすだにミュージックホール」という架空のストリップ劇場をテーマにし、ストリップ劇場の呼び込み兼司会の典型的な台詞、劇場内の客や踊り子の描写を歌い上げる。山本が最初に候補として提出した3曲の中に愛知県刈谷市のストリップ劇場を舞台にした「刈谷ミュージックホール」があり、これが採用されたが、刈谷ではマイナーすぎることと実在の劇場を避けるため、実際にはストリップ劇場のなかった鶯谷にある設定に変更された。
オリコンチャートでは最高14位ながら、ラジオ番組のオールナイトニッポンや有線放送を中心にヒットし、レコードの売り上げは20万枚を記録している。鶴光は家族・弟子による連日の有線リクエストに加え、全国のストリップ劇場（150軒あったという）に挨拶状を添えてレコードを送る営業をおこなったと記している。
しかし、この曲のヒットによって鶴光は師匠である笑福亭松鶴から「ろくに落語も出来ないくせして流行歌手か!」「ストリップの唄なんか歌いやがって!」と激怒され、これを契機に鶴光は落語にも本腰を入れることになる。
1975年7月にワーナー・パイオニアから発売されたLPレコード『レコード版 鶴光のかやくごはん』に「うぐいすだにミュージックホール」・「ももえちゃん」と共に収録されている。
また2013年には、山村圭二がカバーしている。

## うぐいすだにミュージックホール2000
ニッポン放送のラジオ番組『鶴光の噂のゴールデンアワー』の企画により、2000年2月23日には、リミックス・バージョンである「うぐいすだにミュージックホール2000」のシングルCDが日本クラウンより発売されている。
カップリング曲は、田中美和子の歌う「三十路坂（みそじざか）〜明日があるじゃない」（作詞:高畠じゅん子、作曲:桜田誠一、編曲:南郷達也）である。
曲目リスト
1. うぐいすだにミュージックホール2000
2. 三十路坂〜明日があるじゃない
3. うぐいすだにミュージックホール2000 （カラオケ）
4. 三十路坂〜明日があるじゃない （カラオケ）